# Букавац (митологија)
Букавац је биће из митологије Јужних Словена, које је нарочито заступљено у митологији Срба. Веровање о постојању овог бића је забиљежено међу становницима у неким деловима Срема. По неким особинама је сличан дрекавцу.

## Опис букавца у митологији и народним предањима
У народним предањима се описује као демонско биће са шест ногу, које је прекривено слузавом кожом, које има велика уста, дуги реп и дуге, закривљене и квргаве рогове на глави. Његов урлик је јако гласан. Он својим урликом плаши људе који се касно у ноћи затекну у близини места где он обитава. Оно биће живи у рекама, барама, мочварама и језерима. Једино се може сусрести ноћу када излази из воде и ствара страшну буку (по чему му је и добио назив). Букавац напада људе и животиње које се касно у ноћи затекну у близини воде и дави их.

## Хронологија сусрета са овим бићем и виђења
- Током 1900их. година су се наводно дешавали случајеви да су локални људи на обалама реке Саве на подручју Срема (и са данашње српске и хрватске стране) проналазили тела животиња које су биле задављене. За ове случајеве се сматрало да је главни кривац букавац.

## Могуће објашњење овог митолошког бића
Постоји неколико могући објашњења за овог митолошког бића. Што се тиче непознати звукова могуће објашњење је:
- европска црвена лисица (лат. Vulpes vulpes crucigera) - подврста црвене лисице која настањује подручје Балкана,
- или букавац небоглед (лат. Botaurus stellaris) - врста птице која настањује подручје Балкана.

- европска црвена лисица
- примјер гласања европске црвене лисице
- букавац небоглед
- примјер гласања букавца небогледа